# Jaume Muxart i Domènech
Jaume Muxart i Domènech (Martorell, 3 de juliol de 1922 - 8 de març de 2019) va ser un pintor català, un dels personatges més destacats de Martorell. Des de 2011, l'antiga Casa Par porta el seu nom en un espai que recull una bona part de la seva obra.

## Biografia
Durant la seva infància va cursar estudis al col·legi La Salle Bonanova, i el 1935 la família es traslladà a Barcelona. El 1947, als 25 anys, arribà la seva primera exposició a la Sala Pictòria de Barcelona, junt a Sixt Blasco, Alexandre Siches i Marc Aleu. El 1948 va participar en l'Exposició Nacional de Belles Arts de Madrid, i viatja a París becat per l'Escola Superior de Belles Arts.
El 1955, juntament amb Marc Aleu, Modest Cuixart, Josep Guinovart, Jordi Mercadé, Antoni Tàpies i Joan-Josep Tharrats van constituir el grup Taüll. El 1956 exposà al Museu d'Art Modern del Caire. El 1957 va exposar a la Sala Gaspar de Barcelona i a la Galeria del Strand Hotel d'Estocolm. L'any 1958 es casà amb la pintora Roser Agell i Cisa. El 1959 va participar en la mostra "8 Contemporany Spanish Painters" a l'Ohana Gallery de Londres, i participà en la V Biennal de Sao Paulo en respresentació d'Espanya.
El 1964 va exposar a l'American Art Gallery de Copenhaguen i a la Galerie Westing d'Odense (Dinamarca). El 1966 exposà a la Sala d'Exposicions de la Direcció General de Belles Arts (Madrid). El 1972 va exposar a la galeria Kreisler de Madrid i la Galleria della Babuina (Roma). El 1979 fou nomenat catedràtic de la Facultat de Belles Arts de la Universitat de Barcelona.
El 1981 exposà a la Galeria Dau al Set de Barcelona; Joan Ponç i Eduardo Chillida escriuen per al catàleg unes breus notes. El 1982 fou nomenat degà de la Facultat de Belles Arts de la Universitat de Barcelona. El 1983 va obtenir el doctorat en Belles Arts de la Universitat de Barcelona. El 1984 va exposar a la Galeria Dau al Set de Barcelona. El 1988 exposà a la Sala Gaspar de Barcelona, amb un catàleg de Rafael Santos Torroella.
El 1990 va realitzar l'exposició "Muxart a Van Gogh, Recreacions", a la Galeria Anna Ruiz, amb catàleg de Francesc Miralles. El 1991 fou elegit acadèmic de la Reial Acadèmia Catalana de Belles Arts de Sant Jordi. El 1992 realitzà la mostra "New York. Pintures" a la Galeria Anna Ruiz, amb un catàleg de Baltasar Porcel. El 1995 va rebre el Premi Quadern atorgat per la Fundació Amics de les Arts i de les Lletres de Sabadell. El 1998 feu l'exposició "Montserrat" al Museu del Monestir de Montserrat i al Centre Cultural de Martorell. S'edità el llibre Montserrat, amb text de Josep M. Cadena.
El 2003 va exposar "Big Bang", sèrie de vuitanta olis sobre tela que s'exposen al Monestir de Sant Cugat del Vallès. El 2005 va arribat la seva exposició "Antològica", a l'antiga fàbrica de Rubí. S'edità el llibre, amb el mateix nom. L'exposició, inaugurada pels Prínceps d'Astúries, era una trajectòria de les seves pintures de 1940-2005.
Durant el 2010 es va adaptar l'edifici de la Casa Par de Martorell per construir-hi el Muxart, espai d'Art i Creació Contemporanis, que recopila l'obra de l'artista local, que va signar durant el mes de desembre de 2010 un conveni amb l'Ajuntament local. El museu es va inaugurar el març de 2011, amb unes 700 obres de la col·lecció personal de l'artista.
Actualment es poden trobar obres seves a la col·lecció del Museu Abelló de Mollet del Vallès, entre altres museus de Catalunya.